# Zasyadko (cràter)
Zasyadko és un petit cràter d'impacte de la Lluna situat a nord-est de la Mare Smythii. Es troba més enllà de llimbs oriental, en una àrea que només és visible durant períodes de libració favorables. Està situat completament dins el cràter Babcock. Al sud-oest es troba McAdie.

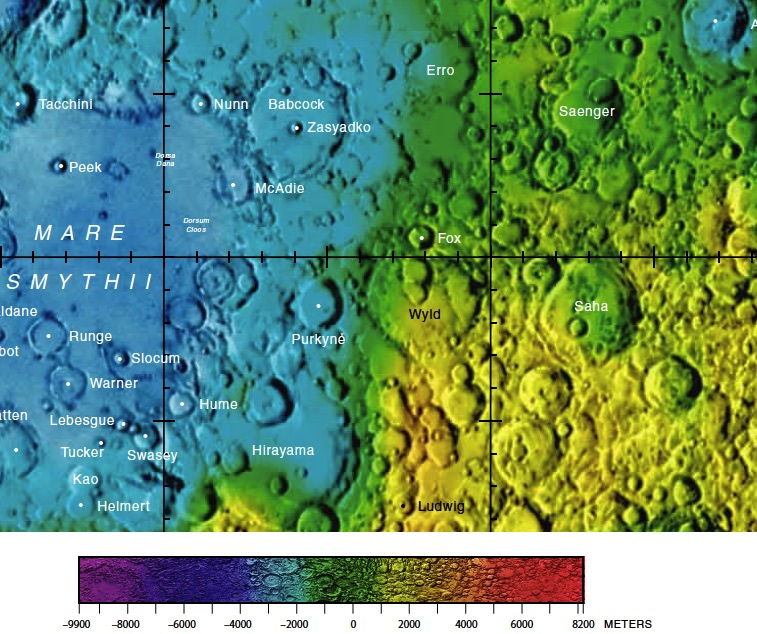
Localització de Zasyadko (a l'esquerra, el centre de la meitat superior de la imatge)
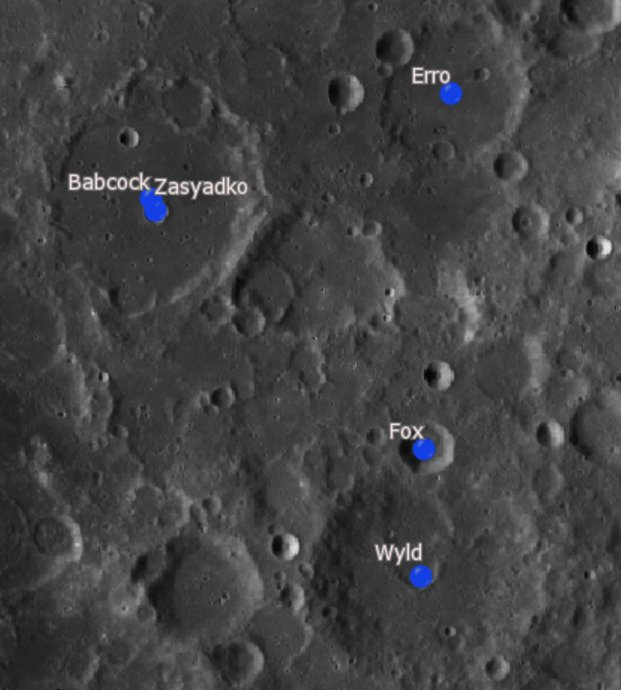
Rodalies de Zasyadko
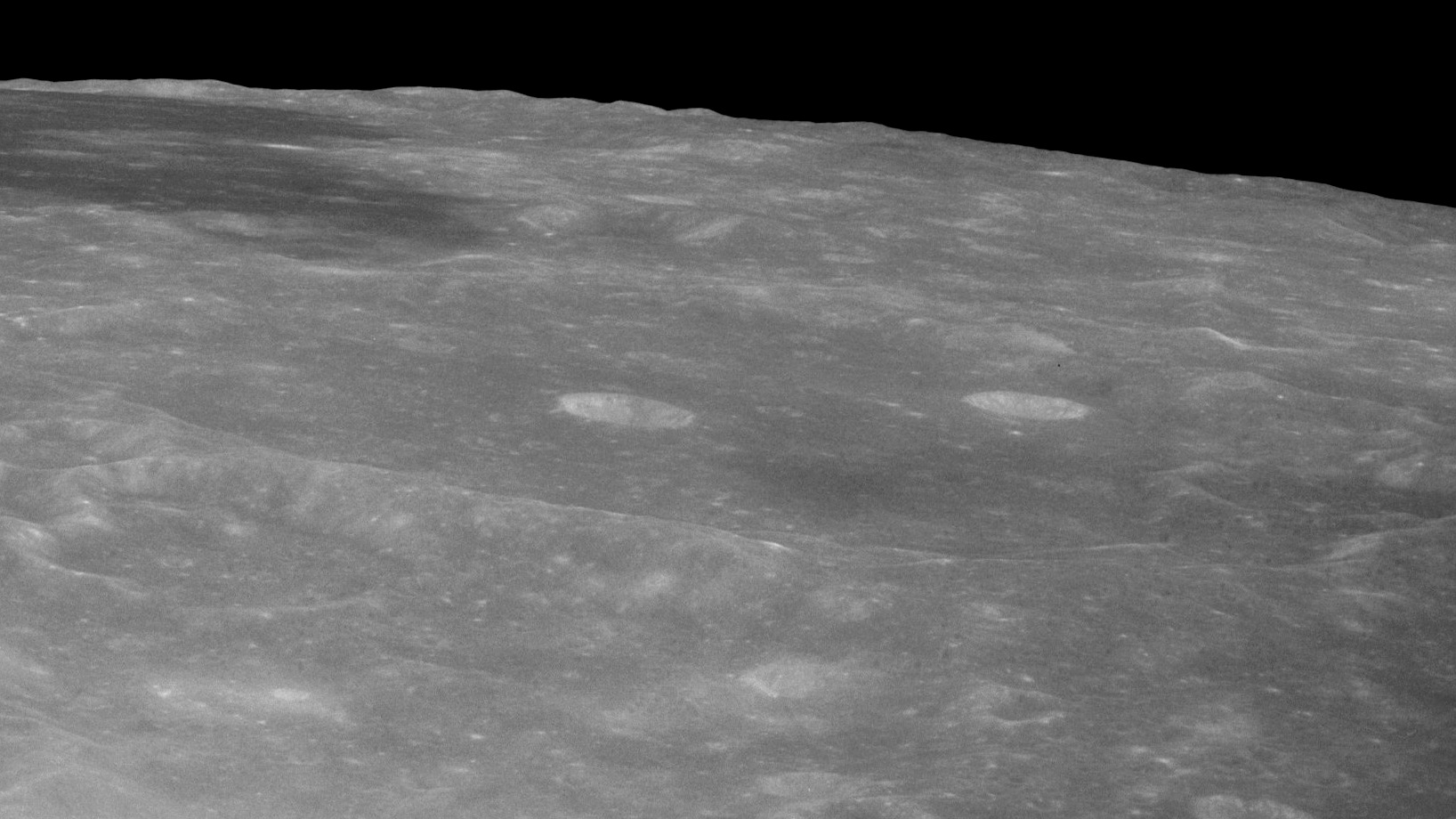
Vista obliqua de Babcock, orientada a l'oest, amb Zasyadko al centre, des de l'Apollo 11

Zasyadko és un cràter d'impacte en forma de bol, amb un sòl interior relativament petit. La seva vora no està significativament erosionat.